# Antologia liryki angielskiej 1300–1950
Antologia liryki angielskiej 1300–1950 – autorska antologia wierszy poetów brytyjskich, angielskich, szkockich, walijskich i irlandzkich, skompilowana i przełożona przez Jerzego Pietrkiewicza.
Antologia powstała jako aneks do pracy doktorskiej Pietrkiewicza poświęconej analizie kontrastywnej form poezji polskiej i angielskiej, co częściowo wyjaśnia jej specyfikę w zakresie doboru autorów i utworów. Po raz pierwszy antologia została wydana w Londynie, nakładem Katolickiego Ośrodka Wydawniczego Veritas, w 1958 roku. Ze względu na ograniczoną możliwość kontaktów z Wielką Brytanią w czasach PRL, w Polsce nie była powszechnie dostępna. Dopiero w 1987 roku zostało opublikowana pierwsza edycja krajowa, firmowana przez Instytut Wydawniczy PAX. Zainteresowanie omawianą pozycją było na tyle duże, że po dziesięciu latach została ona wznowiona.
Początkowo antologia Pietrkiewicza liczyła sto dwadzieścia trzy przekłady, ale w kolejnych wydaniach tłumacz dodał odpowiednio cztery i pięć translacji.
Wśród przełożonych autorów znaleźli się Geoffrey Chaucer, Thomas Wyatt, Edmund Spenser, Philip Sidney, William Szekspir, John Donne, Henry Vaughan, John Milton, Thomas Gray, William Blake, William Wordsworth, Samuel Taylor Coleridge, George Gordon Byron, Percy Bysshe Shelley, John Keats, Alfred Tennyson, Robert Browning, Gerard Manley Hopkins, William Butler Yeats i Thomas Stearns Eliot.